# Gösta Bäärnhielm
Gösta Bäärnhielm, född 6 september 1890 i Stockholm, död 21 mars 1982 i Göteborg, var en svensk borgmästare.

## Biografi
Bäärnhielm avlade studentexamen i Göteborg 1909 och jur. kand. vid Uppsala universitet 1914. Han gjorde tingstjänstgöring i Inlands, Askims med flera härads samt Flundre med flera härads domsagor 1914–1916, blev extra ordinarie notarie i Svea hovrätt 1917, kanslist i riksdagens lagutskott 1917 och amanuens vid Sveriges Redareförening i Göteborg 1917. Han var extra ordinarie notarie vid Göteborgs rådhusrätt 1918, blev assessor 1923, rådman 1935 och tillförordnad borgmästare i Göteborg större delen av åren 1939–1944 samt ordinarie borgmästare där 1944–1957. Han studerade det nya rättegångsförfarandet i Danmark 1921. Han var vidare ombudsman vid Göteborgs barnavårdsbyrå 1918–1919, dispaschörsassistent i Göteborg 1920–1931 och andre ombudsman vid Älvsborgs med flera läns hypoteksförening från 1926. Bäärnhielm var sakkunnig i justitiedepartementet rörande lagstiftningen om fri rättegång 1941–1942.
Av trycket utgav han Anteckningar om det allmänna tviste- och brottmålsförfarandet i Danmark efter Retsreformen (1921), Rättegången i brottmål (1923) och Utomäktenskapliga barns ställning (1934).
Bäärnhielm var son till häradshövding Mauritz Bäärnhielm och Louise, född Arhusiander. Han gifte sig 16 augusti 1919 med Eira Lagerlöf (1895–1940), som var dotter till läkaren Daniel Lagerlöf och Elin, född Röing.